# Схима
Схи́ма (от др.-греч. σχῆμα — образ) — торжественная клятва (обет) православных монахов соблюдать особо строгие аскетические правила поведения, высшая степень монашества, заменяет древнее анахоретство.
Схимой называется также монашеское облачение, совокупность одежд монаха. Есть несколько подготовительных степеней православного монашества, но к пострижению в схиму относятся Малая схима (или мантия) и Великая схима. Если говорят про схиму без уточнения, то имеют в виду именно Великую схиму. Первоначально оно означало монашеское одеяние. Схимники в раннем Христианстве (III—V века нашей эры) в основном уходили в Египетские пустыни. Некоторые из них, такие как преподобный Пахомий Великий, позднее основывали или присоединялись к уже существующим монастырям. Монах, монахиня, принявшие схиму, посхимившиеся — Схи́мник (м.) схимница (ж.) схимона́х, схимонахиня. На Смоленщине и Владимирщине назывался Оски́тник.  Схимник носящий на себе знак, знамение, посвящение в схиму — Знаменоносец.

## Малая схима
При пострижении в малую схиму (или мантию) постригаемому изменяют имя, и он даёт обеты послушания, нестяжания и целомудрия. Облачение малосхимника состоит из рясы, парамана (особый четырёхугольный плат), клобука, монашеской мантии (другое название — паллий), чёток, особой обуви (сандалии).

## Великая схима
Великая схима декларируется как совершеннейшее отчуждение от мира для соединения с Богом. Монах, принявший великую схиму, иначе — великий ангельский образ, называется схимона́хом, или схи́мником. Пострижение инока в великую схиму совершается торжественно и дольше, чем в малую.
Схимник даёт особые обеты, при этом ему снова изменяют имя.
Обеты великой схимы в сущности являются повторением обетов малой схимы, но, вслед за повторением, обязывают к ещё более строгому их соблюдению.
В русских монастырях схимники обычно живут отдельно от другой братии и не занимаются никакими послушаниями, кроме служения литургии и духовничества. Епископы-схимники слагают с себя управление епархией, монахи-священники освобождаются ото всех обязанностей.
Облачение схимника: ряса, аналав (особый параман), куколь (остроконечная шапочка с крестами), мантия, чётки, сандалии, пояс, хитон.
В древности схимонахи жили отшельниками. Не имея возможности поселиться в настоящей пустынной местности вдали от людей, чтобы посвящать все помыслы единому Богу, схимники вместо отшельничества давали обет вселения в затвор — обязательство закрыться в одинокой пещере как в гробу и, тем самым, полностью умереть для мира, оставаясь с единым Богом, — они и стали именоваться монахами великой схимы. Впоследствии затвор перестал быть обязательным обетом для схимонахов.